# Oxfordien
| Systeem                              | Serie           | Etage         | Ouderdom (Ma) |
| ------------------------------------ | --------------- | ------------- | ------------- |
| Krijt                                | Vroeg           | Berriasien    | Jonger        |
| Jura                                 | Boven (Malm)    | Tithonien     | 145,0–152,1   |
| Jura                                 | Boven (Malm)    | Kimmeridgien  | 152,1–157,3   |
| Jura                                 | Boven (Malm)    | Oxfordien     | 157,3–163,5   |
| Jura                                 | Midden (Dogger) | Callovien     | 163,5–166,1   |
| Jura                                 | Midden (Dogger) | Bathonien     | 166,1–168,3   |
| Jura                                 | Midden (Dogger) | Bajocien      | 168,3–170,3   |
| Jura                                 | Midden (Dogger) | Aalenien      | 170,3–174,1   |
| Jura                                 | Onder (Lias)    | Toarcien      | 174,1–182,7   |
| Jura                                 | Onder (Lias)    | Pliensbachien | 182,7–190,8   |
| Jura                                 | Onder (Lias)    | Sinemurien    | 190,8–199,3   |
| Jura                                 | Onder (Lias)    | Hettangien    | 199,3–201,3   |
| Trias                                | Boven           | Rhaetien      | Ouder         |
| Indeling van het Jura volgens de ICS |                 |               |               |

Het Oxfordien (Vlaanderen: Oxfordiaan) is de onderste tijdsnede in het Boven-Jura, met een ouderdom van 163,5 ± 1,0 tot 157,3 ± 1,0 Ma. Het is in de stratigrafie van Europa een etage van die ouderdom. Het Oxfordien volgt op het Callovien en op het Oxfordien volgt het Kimmeridgien.

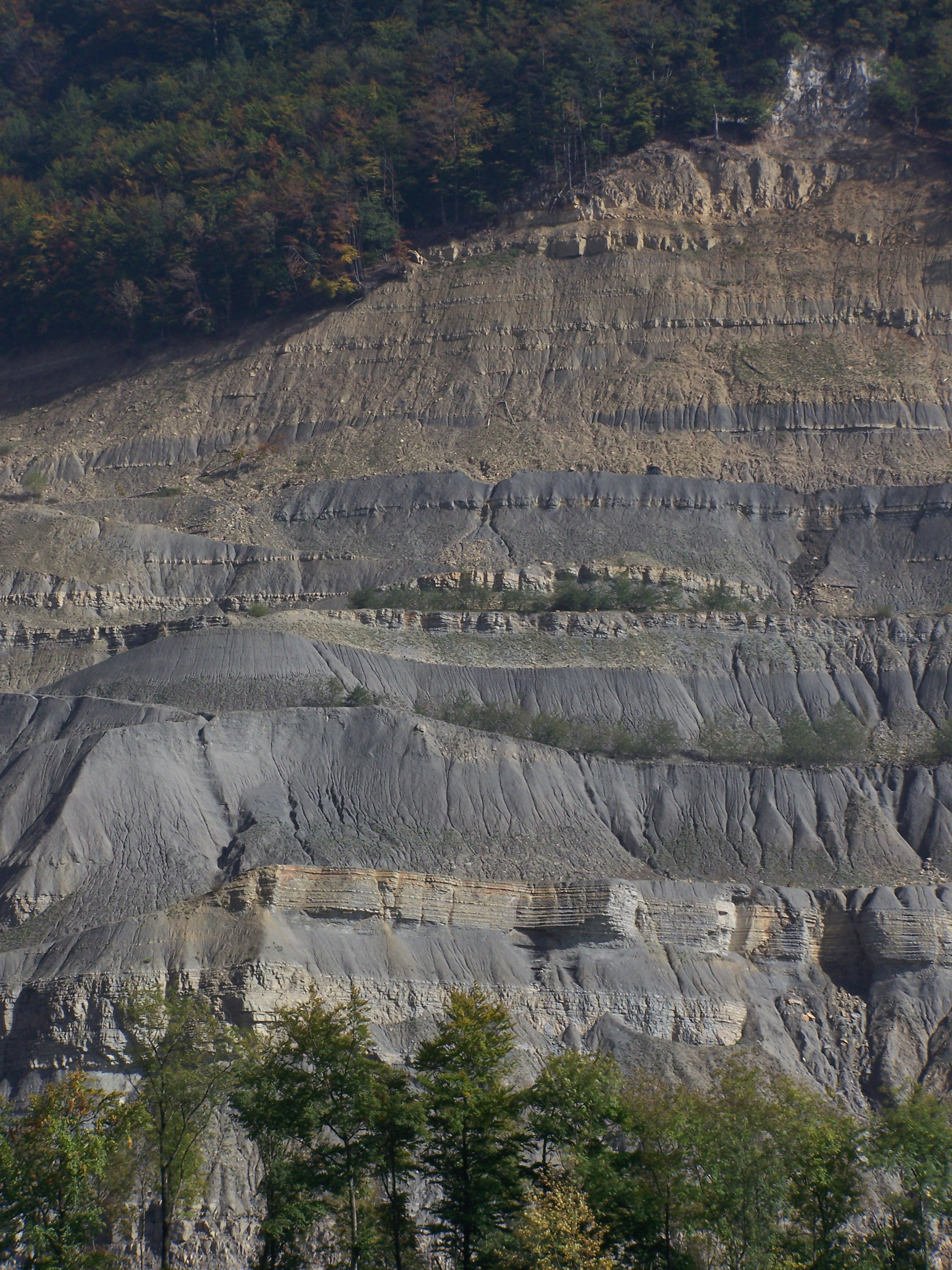
Cyclische afwisseling van klei en mergel (grijze zachtere lagen) met kalksteen (hardere lichtere lagen) uit het Oxfordien bij de groeve van Péry-Reuchenette, Tavannes, in de Zwitserse Jura.

## Naam
Het Oxfordien is door de Franse paleontoloog Alexandre Brongniart (1770 - 1847) genoemd naar de Engelse plaats Oxford. De Engelse formatie Oxford Clay is ook naar deze stad genoemd, maar komt voornamelijk uit het Callovien.

## Definitie
De basis van het Oxfordien wordt gedefinieerd door het eerste voorkomen van de ammoniet Brightia thuouxensis. De top wordt gedefinieerd door het eerste voorkomen van de ammoniet Pictonia baylei.